# Агис I
Агис I (др.-греч. Ἆγις, ионич. Эгий, Ἦγις) — полулегендарный царь Спарты из рода Агидов, правивший в XI веке до н. э.. Агис был сыном царя Еврисфена, отцом Эхестрата и Амфиклея. Согласно «Хронике Евсевия», правил 1 год. От него получила название династия Агидов.
Согласно Эфору, Агис лишил равноправия илотов и велел им платить дань Спарте. Таким образом, все остальные племена подчинились спартанцам, кроме элейцев, которые владели Гелосом. Элейцы были покорены после восстания. Их город взяли штурмом во время войны, а жителей осудили на рабство с определённой оговоркой, что владельцу раба не дозволяется ни отпускать его на свободу, ни продавать за пределы страны. Эта война получила название «войны против илотов». Во время войны «пелопоннесцев с лакедемонянами» спартанцы страдали от голода и напугали врага криком голодного скота. Согласно не вполне ясному сообщению Полиэна, Агис был убит, а его убийцы либо были аркадянами, либо бежали в аркадскую Мантинею.
При нём лакедемоняне приняли участие в основании города Патры в Ахайе Патреем (сыном Превгена) и в эолийской колонизации во главе с Грасом (внуком Пенфила). Также в его правление некоторые спартанцы во главе с Поллидом и Дельфом отплыли на Крит.